# Aznaitín
El Aznaitín es una montaña situada en Sierra Mágina, en Jaén, España. El origen de la toponimia en árabe sería Isnatin o Asnatin, y se señala que puede venir de su antigua denominación en íbero como Neitin, que hace referencia al gran dios íbero Netón, dios del Trueno y el fuego, que según la leyenda habita en la montaña.  Posee un especial atractivo visual, sobre todo vista desde la cara Este o desde el valle del Guadalquivir. Tiene una altitud considerable, 1745 m, que permite divisar gran parte de la provincia de Jaén.
En el Aznaitín, se mantienen algunos endemismos vegetales típicos de Sierra Mágina. En su cumbre se juntan los términos municipales de Jimena, Torres y Albanchez de Mágina, cuyas poblaciones se ubican a sus pies, como también lo hacen las cuevas prehistóricas, donde los antiguos pobladores dejaron su huella para la posteridad. No en vano el Aznaitín impregnó la pupila de Antonio Machado desde la lejana Baeza y lo incorporó a su poesía.

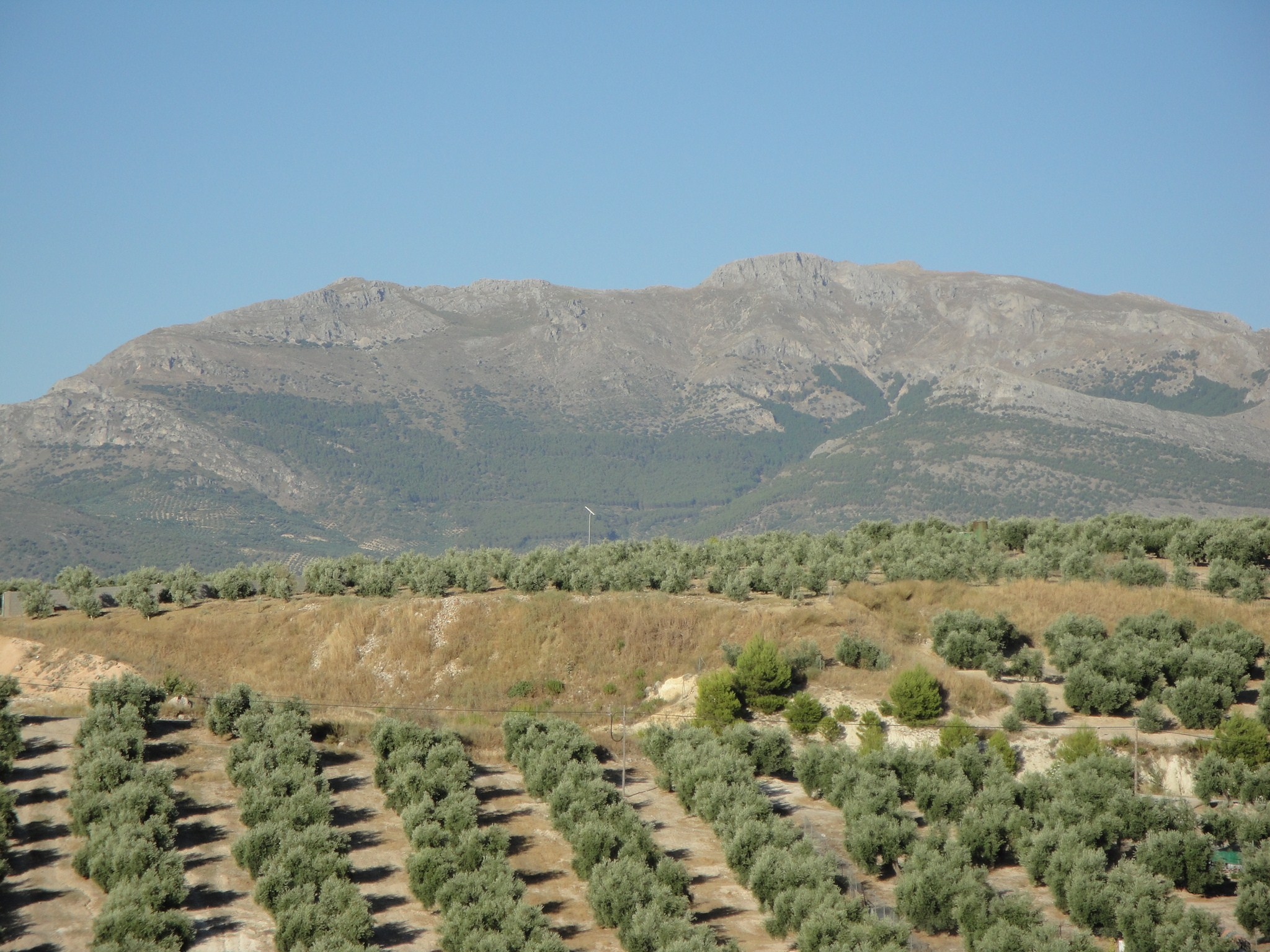
Vista de la ladera Oeste del Aznaitín.

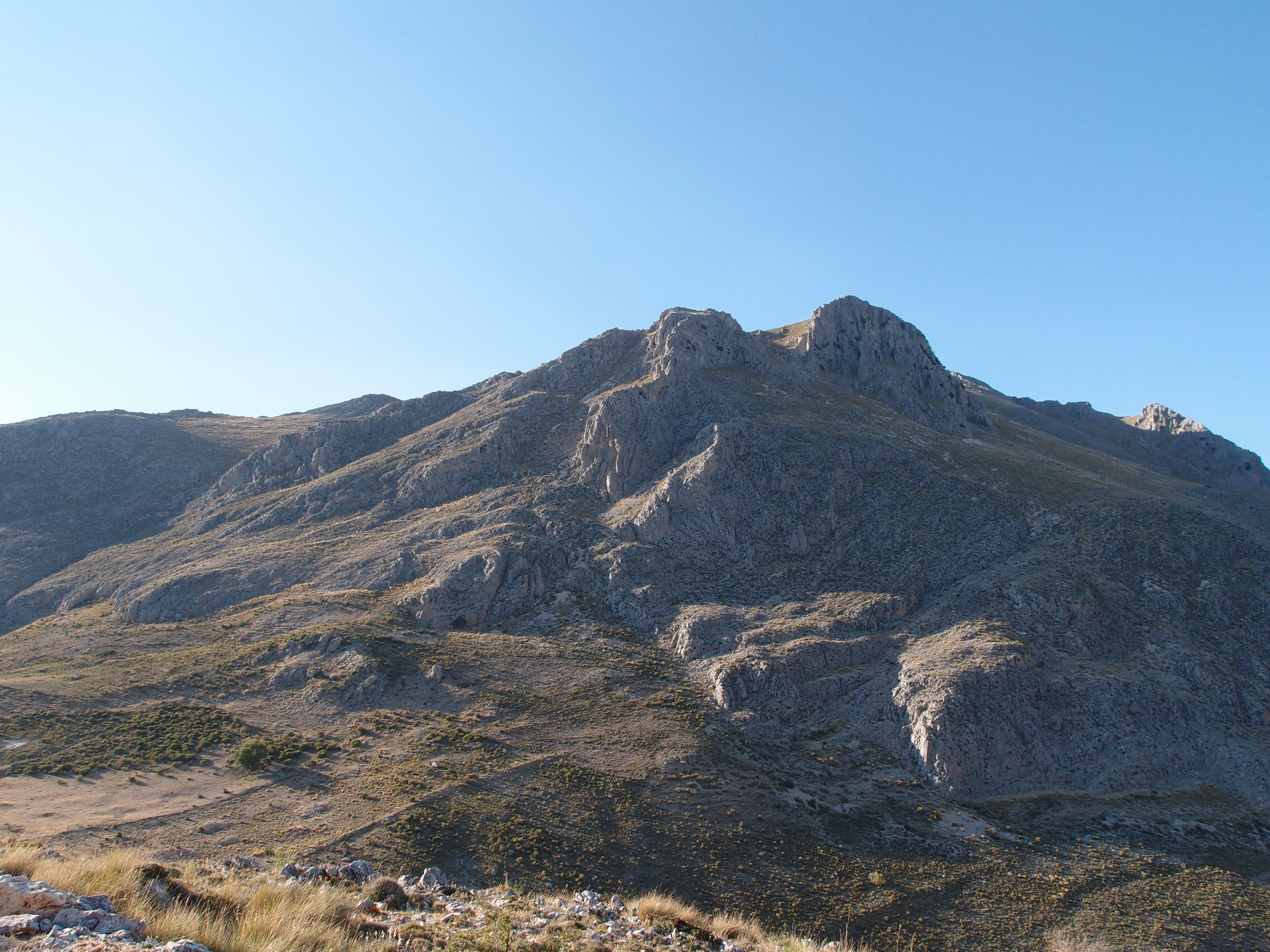
Vista de la ladera Sur del Aznaitín.

## Geología
El monte Aznaitín, se encuentra enclavado en la zona externa de las Cordilleras Béticas,  y justamente como unión en el punto de contacto de los siguientes 3 sistemas:
- Arco subbético
- Arco penibético
- y Unidades del Guadalquivir

El propio monte se corresponde con un domo  en calizas y areniscas del periodo cretácico.
Todos estos sistemas están compuestos de materiales sedimentarios marinos, revelando una historia geológica de complicadas fases de deformación mecánica. De la montaña brotan abundantemente los manantiales de agua dulce y también algunos  de agua muy salobre.
Hay fuertes contrastes entre el relieve situado al sur y el norte del Aznatin, pues mientras que al sur se levantan las cumbres más altas de Sierra Mágina, al norte domina una amplía panorámica de campiña, produciéndose hacia abajo el paso de una región a otra mediante una serie de plataformas escalonadas. Además, se aprecia en los escarpes de la cara norte el modelado de los antiguos glaciares en las etapas frías del cuaternario.

## Cuevas
Gracias al modelado kárstico de galerías subterráneas, donde se han configurado las cuevas y los abrigos, el Natín es una zona espeleológica de importancia.
Son de gran reconocimiento por su arte rupestre y aún están en estudio todas las cuevas del entorno el sector del Monte Natín.
En la falda hacia Jimena, se encuentra la famosa Cueva de la Graja, en otra estribación se encuentra la cueva del Morrón, la cueva de los Esqueletos, la cueva del Curro, y finalmente la cueva de la Arena.

### Cueva de los Esqueletos
La Cueva de los Esqueletos, también llamada de las Figuras, se ubica en el Paraje de las Zorreras, en el centro de la Serrezuela de Albanchez. Las primeras referencias escritas sobre esta cueva las da, en 1868, D. Manuel de Góngora en sus "Antigüedades Prehistóricas de Andalucía". Al parecer, y según las referencias que tomó de los campesinos (pues cuando la visitó él personalmente, todo había sido desbaratado y removido), en el interior de la cueva se disponían varios esqueletos sentados en semicírculo y armados de flechas, cuyas puntas eran agudos pedernales, cuchillos y lanzas también de pedernal. Cuando el arqueólogo pionero llegó al lugar, solo pudo recoger dos pedernales, uno en forma de cuchillo y el otro de lanza, aunque también pudo ser un cuchillo largo. 
En 1920, Mariano de la Paz Gómez y Rodríguez también visitó la cueva. El campesino que lo guio hacía algunos años que había excavado en ella encontrando muchos huesos, siete calaveras, algunos "pucheros" de barro oscuro con boca ancha y dos barras de cobre. De la Paz describe la cueva de pequeñas dimensiones, con techo firme y adornado por estalactitas; el suelo cubierto de piedras sueltas y escombros removidos; la entrada, tan angosta que obliga a penetrar reptando, y una abertura lateral por la que entra luz al recinto. En esta nueva visita no se encontró resto alguno de cerámica o de industria lítica, pero sí numerosos huesos humanos, entre ellos, parte de dos cráneos. 
En 1964, García Serrano la describe como una cueva artificial, excavada en la roca, cuya entrada es en forma de pozo vertical y con el nicho en el interior de la cámara.
Este hallazgo refleja uno de los enterramientos múltiples que hoy se identifican para las etapas de las Edades del Cobre y el Bronce Antiguo. Seguramente el lugar fue el espacio donde se sepultó una comunidad de parentesco, quizás un linaje, cuyo asentamiento en vida, pudo estar tal vez en las cuevas cercanas de Los Castillejos.

## Leyenda
El Natin ha ejercido siempre un atractivo magnetismo sobre las gentes de la comarca, por lo que son frecuentes las leyendas sobre la misma. 
La montaña aún hace de oráculo a los pastores y viejos del lugar incluso para predecir el tiempo. Hay multitud de dichos populares: 
«Cuando el Natín tiene montera, llueve quiera Dios o no quiera».
Los lugareños le guardan respeto, y dicen que el lugar es escenario de apariciones fantasmales de almas en pena. 
Bajo la sombra del monte Aznaitín las leyendas  proyectan su largo cortejo de malignos duendes "minguillos", enigmáticos centauros "juancaballo", tesoros árabes por los laberínticos recovecos de "la cueva encantada", o siempre el brumoso recuerdo del Dios celtíbero Naitín que habita en sus entrañas. Según las gentes Natín es "ese que manda el arco iris a recoger agua al río para preñar las nubes de lluvia...", y el mismo que "arrastrando por el cielo carretones cargados de piedras, produce las tormentas y los truenos...", por eso, "cuando hay tronada, conviene estar atento, porque donde cae una centella puede encontrarse la Piedra del Rayo, que libra por siempre del fuego del cielo..." 
El misterio que más seduce en los pueblos de alrededor es el del tesoro del monte Aznaitín: Algunos aún dicen que en el cerro Aznaitín hay oro. Hay dichos de los viejos: "Cerro Natín muy rico, mucho oro"; y otro que dice "Oh Natin, frente la cabeza del toro, está el tesoro".
Además, se dice que el monte Aznaitín era la morada del dios íbero del rayo y la guerra Netón, también llamado Neitín, por lo que existen coincidencias etimológicas.